# بوب روس (لاعب كرة قاعدة)
بوب روس (بالإنجليزية: Bob Ross)‏ هو لاعب كرة قاعدة أمريكي، ولد في 2 نوفمبر 1928 في فوليرتون في الولايات المتحدة.

## وصلات خارجية
- بوب روس على موقع دوري كرة القاعدة الرئيسي (الإنجليزية)
- بوب روس على موقعبيزبول رفرنس.كوم (الدوري الرئيسي) (الإنجليزية)
- بوب روس على موقعبيزبول رفرنس.كوم (الدوري الثانوي) (الإنجليزية)